# Кови, Стивен
Стивен Кови (англ. Stephen R. Covey; 24 октября 1932 года, Солт-Лейк-Сити, Юта, США — 16 июля 2012 года, Айдахо, США) — американский консультант по вопросам руководства, управления жизнью, преподаватель и консультант по организационному управлению. Известен как лектор и автор книги «7 навыков высокоэффективных людей», которая в августе 2011 года была названа журналом «TIME» одной из 25 наиболее влиятельных книг по бизнесу. В последние годы жизни Стивен Кови был заместителем председателя совета директоров компании FranklinCovey.

## Биография
Родился 24 октября 1932 года в Солт-Лейк-Сити в семье Стивена Гленна Кови и Ирэн Луизы Ричардс Кови. Его мать была дочерью Стивена Ричардса — мормонского апостола и советника в президентство Дэвида Маккея Церкви Иисуса Христа святых последних дней.
Получил бакалавра наук в области делового управления в Университете Юты, степень МВА в Гарвардском университете и доктора философии по религиоведению в мормонском Университете Бригама Янга. Отец девяти детей и дед 54 внуков.
Кови был действительным членом Церкви Иисуса Христа святых последних дней. В течение двух лет он был мормонским миссионером в Англии. В 1962 году он стал президентом ирландской миссии мормонов.

## Награды и премии
- Премия за отцовство (2003), присуждаемая в рамках Национальной программы отцовства
- Медаль колледжа Томаса Мора за заслуги перед человечеством
- Звание «Оратор года» (1999)
- Премия Сикха за вклад в дело мира (1998)
- Международная премия «Предприниматель года» и национальная премия «Предприниматель года» за особые достижения в области бизнес-лидерства (1994).
- Включён в число 25 наиболее влиятельных американцев по версии журнала Time.

## Книги на английском языке
- Spiritual Roots of Human Relations (1970) (ISBN 0-87579-705-9).
- The Divine Center (1982) (ISBN 1-59038-404-0).
- The Seven Habits of Highly Effective People (1989) (ISBN 0-671-70863-5).
- Principle Centered Leadership (1992) (ISBN 0-671-79280-6).
- First Things First (в соавторстве) (1994) (ISBN 0-684-80203-1).
- Living the Seven Habits (2000) (ISBN 0-684-85716-2).
- 6 Events: The Restoration Model for Solving Life’s Problems (2004) (ISBN 1-57345-187-8).
- The 8th Habit: From Effectiveness to Greatness (2004) (ISBN 0-684-84665-9).
- Quest: The Spiritual Path to Success (в соавторстве). Simon & Schuster AudioBook, ISBN 978-0-671-57484-0
- The Leader in Me: How Schools and Parents Around the World Are Inspiring Greatness, One Child At a Time (2008) (ISBN 1-4391-0326-7).

## Книги на русском языке
- Стивен Кови. Самое важное = The Wisdom And Teachings of Stephen R. Covey. — М.: Альпина Паблишер, 2014. — 220 с. — ISBN 978-5-9614-4508-4.
- Стивен Кови. Четыре правила успешного лидера = The 4 imperatives of great leaders. — М.: Альпина Паблишер, 2013. — 138 с. — ISBN 978-5-9614-4435-3.
- Стивен Кови. Третья альтернатива. Решение самых сложных жизненных проблем = The 3rd Alternative Solving Life’s Most Difficult Problems. — М.: Альпина Паблишер, 2013. — 461 с. — ISBN 978-5-9614-1689-3.
- Стивен Р. Кови. Семь навыков высокоэффективных людей: Мощные инструменты развития личности = The 7 Habits of Highly Effective People: Restoring the Character Ethic. — М.: «Альпина Паблишер», 2012. — С. 374. — ISBN 978-5-9614-1828-6.
- Стивен Р. Кови. Главное внимание главным вещам. Жить, любить, учиться и оставить наследие = First Things First: To Live, to Love, to Learn, to Leave a Legacy. — М.: «Альпина Паблишер», 2011. — С. 328. — ISBN 978-5-9614-1623-7.
- Стивен Р. Кови. Семь навыков эффективных менеджеров. Самоорганизация, лидерство, раскрытие потенциала = The 7 Habits of Highly Effective Managers. — М.: «Альпина Паблишер», 2012. — С. 96. — ISBN 978-5-9614-1680-0.
- Стивен Р. Кови. Восьмой навык: От эффективности к величию = The 8th Habit from Effectiveness to Greatness. — М.: «Альпина Паблишер», 2011. — С. 416. — ISBN 978-5-9614-1624-4.
- Стивен Р. Кови. Восьмой навык. Руководство пользователя = The 8th Habit: Personal Workbook. — М.: «Альпина Паблишер», 2010. — С. 240. — ISBN 978-5-9614-1162-1.
- Стивен Р. Кови. Фокус. Достижение приоритетных целей = Focus: Achieving Your Highest Priorities. — М.: «Альпина Паблишер», 2011. — С. 176. — ISBN 978-5-9614-1638-1.
- Стивен Р. Кови. 7 навыков высокоэффективных семей = The 7 Habits of Highly Effective Families. — М.: Попурри, 2009. — С. 432. — ISBN 978-985-15-0493-6.
- Стивен Р. Кови. Супер работа. Супер карьера = Great Work: Great Career. — М.: Эксмо, 2011. — С. 288. — ISBN 978-5-699-42961-5.
- Стивен Р. Кови. Лидерство, основанное на принципах = Principle-centered Leadership. — М.: «Альпина Паблишер», 2011. — С. 312. — ISBN 978-5-9614-1428-8.
- Стивен Р. Кови. 4 правила эффективного лидера в условиях неопределенности = Predictable Results in Unpredictable Times. — М.: Эксмо, 2010. — С. 208. — ISBN 978-5-699-41207-5.
- Стивен Р. Кови. Жить, используя 7 навыков. История мужества и вдохновения = Living the 7 Habits: Stories of Courage and Inspiration. — М.: «Альпина Паблишер», 2011. — С. 264. — ISBN 978-5-9614-1470-7.